# Wonder Boy (personaggio)
Wonder Boy è il nome di due personaggi immaginari che comparvero nei fumetti sui supereroi pubblicati dalla Quality Comics e dalla DC Comics. L'originale era un alieno che comparve in National Comics. Il secondo fu un viaggiatore del tempo di un futuro alternativo che comparve in Team Titans.

## Quality Comics
Wonder Boy fu un personaggio e un supereroe Quality Comics che comparve per la prima volta in National Comics n. 1 (luglio 1940), nella storia "The Boy From the Meteor". Il personaggio fu creato dallo scrittore Toni Blum e l'artista John Celardo.
Con "la forza di cento uomini adulti", il Ragazzo Meraviglia senza nome cadde sulla Terra dal pianeta Viro, distrutto quando entrò in collisione con una stella. Trovandosi a Chicago, Illinois, unì le forze a quelle del Sgt. Crane della United States Army Air Corps e cominciò ad utilizzare le sue abilità super umane per combattere i nazisti, spie dell'Asse e la criminalità delle grandi città. Ad ammirarlo da bordo campo c'era la dolce Sally Benson, una ragazza terrestre.
Wonder Boy comparve l'ultima volta per la Quality Comics in National Comics n. 26 (novembre 1942), in una storia che cominciava con "...le lunghe mani insanguinate dei nemici dell'America...". Il personaggio ricomparve due anni più tardi in Bomber Comics della Elliot Publishing Co (insieme a numerosi altri personaggi che comparvero originariamente in National Comics). Le circostanze dietro la mossa furono ignote. Nel 1955, fu uno dei personaggi che furono utilizzati dalla Ajax-Farrell Comics in Terrific Comics n. 16 e Wonder Boy n. 17 e n. 18. Un altro rifugiato della Golden Age che saltò fuori in Wonder Boy n. 17 fu Phantom Lady.

## DC Comics

### Team Titans
Il secondo Wonder Boy debuttò in Team Titans n. 19 (aprile 1994) pubblicato dalla DC Comics. Comparve nel passato insieme a numerosi altri Titans di un futuro alternativo. Aiutarono i Team Titans in una missione, e subito dopo il loro successo il gruppo decise di rimanere nel passato. Poco dopo la missione, Donna Troy convocò la Justice League in assemblea (guidata da Wonder Woman) e annunciò che il governo degli Stati Uniti fece un accordo per permettere ai Titans futuri di restare nel passato e agire da operativi paranormali guidati da un super visore designato dal governo. Durante la missione successiva con i Titans, Wonder Boy si alleò con Aqualad, Terra, Mirage, e altri titans per una missione sottomarina.
Durante la storia del 1994 Ora Zero, il futuro alternativo da dove derivavano i Team Titans fu cancellata dalla continuità, e tutti i personaggi dal futuro alternativo furono cancellati dall'esistenza.

## Bobby Barnes
In Wonder Woman n. 188, lo scrittore Phil Jimenez introdusse un personaggio privo di super poteri di nome Bobby Barnes (nipote dell'allora interesse romantico di Wonder Woman, Trevor Barnes). Nella storia, Bobby è un fan di Wonder Woman e la segue per tutto un giorno. Alla fine della storia, Wonder Woman gli si presentò con una maglietta con la scritta "Wonder Boy" e lo invitò su Themyscira per una celebrazione.